# بن پولک
بن پولک (انگلیسی: Ben Polk؛ زادهٔ ۱۹ سپتامبر ۱۹۹۲) بازیکن فوتبال اهل ایالات متحده آمریکا است.
از باشگاه‌هایی که در آن بازی کرده‌است می‌توان به پورتلند تیمبرز و باشگاه فوتبال بنبری یونایتد اشاره کرد.